# Дода от Мец
Света Дода (на латински: Doda; на френски: Dode, * ок. 584) е съпруга на Св. Арнулф, епископ на Мец от 614 до 629 г.

## Биография
Тя е дъщеря на Св. Арноалд († 611), епископ на Мец (601 – 609) и съпругата му с неизвестно име.
Когато през 614 г. Арнулф е избран за епископ на Мец, Дода отива в манатир в Трир.

## Фамилия
Дода се омъжва за Арнулф († 640) от фамилията Арнулфинги и има двама сина:
- Хлодулф († 8 юни 696 или 697), епископ на Мец от 656 г.
- Анзегизел (* 610, † 657 или 679), прародител на Каролингите